# أرتور ساندوفال
أرتور ساندوفال (بالإسبانية: Arturo Sandoval)‏ (و. 1949  م) هو بواق، وعازف بيانو، وملحن، وعازف جاز، وضابط إيقاع من كوبا، ولد في آرتميسا، يستخدم آلات بوق.

## جوائز
حصل على جوائز منها:
- الجوائز الأميركية للكتاب (1999)
- وسام الحرية الرئاسي.

## وصلات خارجية
- أرتور ساندوفال على موقع IMDb (الإنجليزية)
- أرتور ساندوفال على موقع ميوزك برينز (الإنجليزية)
- أرتور ساندوفال على موقع أول ميوزيك (الإنجليزية)
- أرتور ساندوفال على موقع ديسكوغز (الإنجليزية)
- أرتور ساندوفال على موقع قاعدة بيانات الفيلم (الإنجليزية)

- أرتور ساندوفال في قاعدة بيانات الأفلام على الإنترنت